# Ms-20

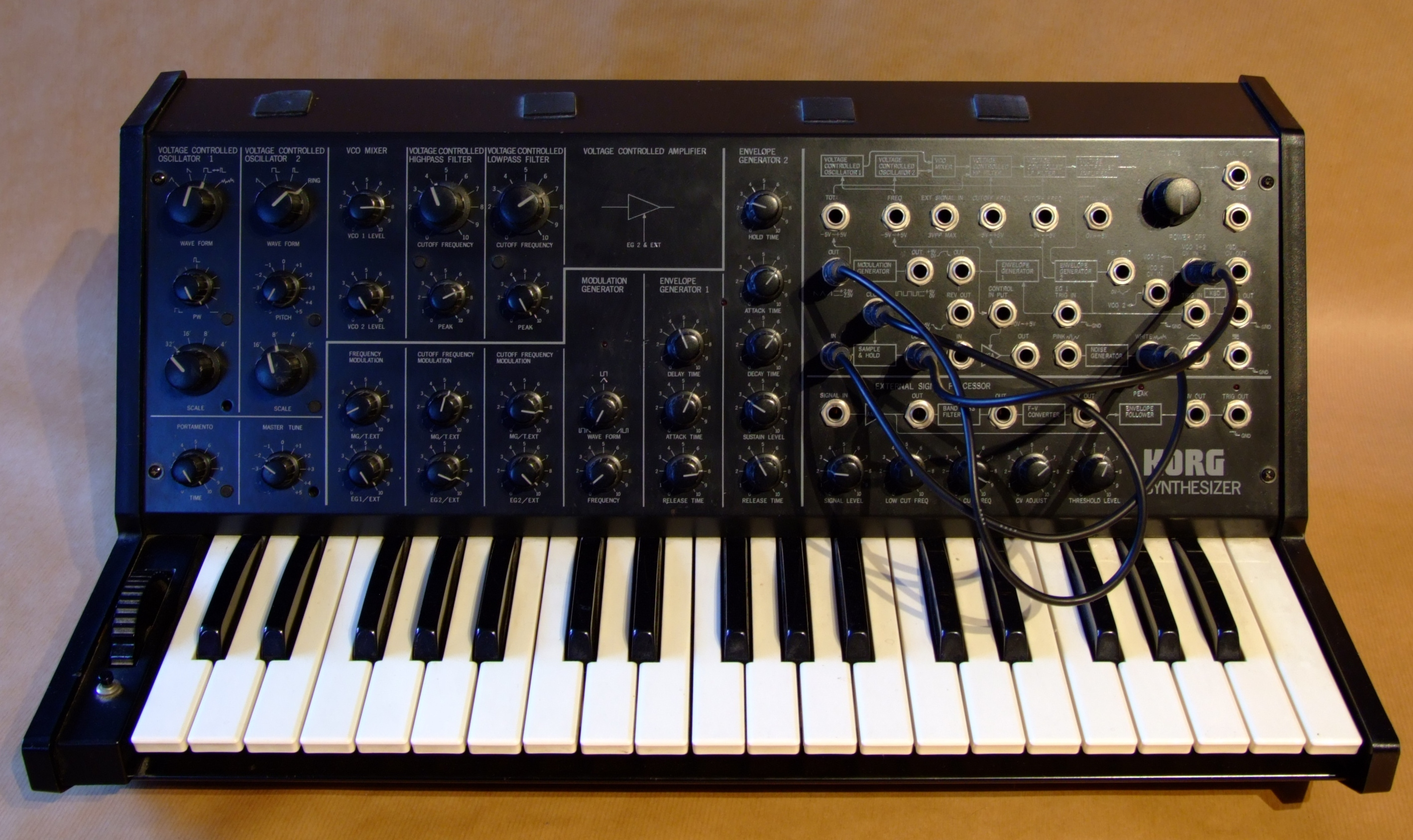
Korg MS-20

MS-20 är en synt tillverkad av den japanska elektroniska instrumenttillverkaren Korg. MS-20 släpptes 1978, och blev en av Korgs största framgångar. Den är en av de tre syntarna i MS-serien och kompletterades oftast med sequencern SQ-10.
Till skillnad från sin "lillebror" MS-10 har den bland annat två oscillatorer, fler tangenter och mer avancerade patchmöjligheter.
2004 introducerade Korg sin mjukvaruversion av MS-20:an samt Polysix och Wavestation tillsammans med en hårdvarukontroller som var en kopia av den riktiga MS-20:an.
Ljudmässigt sett är MS-20:an unik med sin bitvis vassa karaktär. Då den har en patchpanel går det även att använda den för externa ljud.